# Angelicum
Det pavelige universitet Sankt Thomas Aquinas (lat.: Pontificia Studiorum Universitas a Sancto Thoma Aquinate in Urbe), kaldet Angelicum, er et paveligt universitet (no) i Rom.

## Fodnoter
1. ↑  Compendium Historiae Ordinis Praedicatorum, A.M. Walz, 214: "Conventus S. Sabinae de Urbe prae ceteris gloriam singularem ex praesentia fundatoris ordinis et primitivorum fratrum necnon ex residentia Romana magistrorum generalium, si de ea sermo esse potest, habet. In documentis quidem eius nonnisi anno 1222 nomen fit, ait certe iam antea nostris concreditus est.  Florebant ibi etiam studia sacra." http://www.archive.org/stream/MN5081ucmf_3/MN5081ucmf_3_djvu.txt  Accessed 4-9-2011
2. ↑  “Fr. Thome de Aquino iniungimus in remissionem peccatorum quod teneat studium Rome, et volumus quod fratribus qui stant secum ad studendum provideatur in necessariis vestimentis a conventibus de quorum predicatione traxerunt originem. Si autem illi studentes inventi fuerint negligentes in studio, damus potestatem fr. Thome quod ad conventus suos possit eos remittere” (Acta Capitulorum Provincialium, Provinciae Romanae Ordinis Praedicatorum, 1265, n. 12).
3. ↑  Cf. Angelicum Newsletter Blog, Trust in the power of Truth (8. december, 2008) (engelsk)

41°53′45″N 12°29′15″Ø / 41.895961°N 12.487539°Ø
| Skole | Spire Denne artikel om en skole, en uddannelsesinstitution eller uddannelse er en spire som bør udbygges. Du er velkommen til at hjælpe Wikipedia ved at udvide den. |